# Tokyo Mew Mew
Tokyo Mew Mew (東京ミュウミュウ, Tōkyō Myū Myū) est un shōjo manga dessiné par Mia Ikumi et écrit par Reiko Yoshida. Il est prépublié entre septembre 2000 et février 2003 dans le magazine Nakayoshi, puis compilé en un total de sept tankōbon édités par Kōdansha. La version française est publiée par Pika Édition puis par nobi nobi !.
Une adaptation en série télévisée d'animation de cinquante-deux épisodes, créée par les studios Pierrot, est diffusée sur TV Aichi et TV Tokyo du 6 avril 2002 au 26 mars 2003 au Japon. En France, elle est diffusée sur Télétoon à partir du 29 mars 2006 puis sur France 3 dans l'émission Toowam. Deux jeux vidéo sont publiés en 2002, incluant un jeu d'aventure sur Game Boy Advance et un jeu de rôle sur PlayStation.
Une suite du manga en deux volumes, Tokyo Mew Mew à la Mode, est publiée dans le magazine Nakayoshi entre avril 2003 et février 2004, et dont la version française est également publiée par Pika Édition et nobi nobi !. Une autre séquelle de deux chapitres, nommée Tokyo Mew Mew 2020 Re-Turn, est prépubliée entre 2019 et 2020 dans le magazine Nakayoshi à l'occasion de son 65e anniversaire. Un spin-off du nom de Tokyo Mew Mew au Lait (Olé) est écrit et illustré par Madoka Seizuki et prépublié dans le magazine Nakayoshi depuis le 30 novembre 2019.
Une nouvelle série d'animation intitulée Tokyo Mew Mew New, produite par Yumeta Company et Graphinica, est diffusée depuis juillet 2022.

## Scénario
Ce résumé convient à l'anime et au manga, qui suivent la même trame principale, mais diffèrent dans le déroulement de leurs histoires respectives.
Ichigo Momomiya est une jeune fille ordinaire, un peu maladroite et amoureuse du garçon le plus populaire de son école : Masaya Aoyama. Alors qu'elle trouve enfin le courage de lui proposer un rendez-vous, il accepte de l'accompagner à une exposition sur les animaux du Livre Rouge, sorte de recueil des espèces en voie de disparition. À la suite de ce rendez-vous, la jeune fille se met à se comporter bizarrement. En effet, elle agit désormais, malgré elle, ... comme un chat.
Ryou Shirogane, un adolescent surdoué, lui apprendra alors qu'elle a été choisie pour défendre le monde ; son ADN a muté avec celui d'un des animaux du Livre Rouge, le Chat d'Iriomote, ce qui lui confère des super-pouvoirs ainsi que le devoir de protéger la Terre contre une menace extraterrestre encore inconnue. Elle devra désormais concilier la vie normale dont elle rêve tant avec les combats réguliers contre des monstres et la recherche de ses quatre coéquipières dont elle ne sait rien, ainsi que faire face à nombre de tourments sentimentaux !

## Production
Mia Ikumi passe plus d'un an dans le design du manga Tokyo Mew Mew avant la parution du premier volume en février 2001. L'histoire qu'elle présente originellement à ses éditeurs, Tokyo Black Cat Girl, présente une héroïne appelée Hime Azumi. Une policière intergalactique du nom de Masha lui donne le pouvoir de se transformer en une fille-chat et lui confie la mission de vaincre une population extraterrestre du nom de Bugs. Après que l'équipe de production ait décidé de se focaliser sur cinq super-héroïnes, Ikumi se devait de changer la principale protagoniste de son histoire. Elle avait déjà des idées sur ces changements.
Dès la concrétisation du projet Tokyo Mew Mew, Kōdansha recrute Reiko Yoshida pour le scénario et sa supervision,. Yoshida et deux autres éditeurs déterminent le scénario de chaque tome. Ikumi y ajoute ses propres idées et changements. Après la parution du premier volume, un festival Tokyo Mew Mew se déroule lors de la Golden Week — une série de quatre jours fériés au Japon — pour faire la promotion de la série. Les événements présentés incluent une galerie d'arts Tokyo Mew Mew et d'autres nouveaux produits dérivés.

## Manga
Écrit par Reiko Yoshida et illustré par Mia Ikumi, Tokyo Mew Mew est pré-publié par le magazine Nakayoshi entre septembre 2000 et février 2003. Les vingt-neuf chapitres sont ensuite compilés en sept volumes tankōbon par Kōdansha. Le premier volume est paru le 1er février 2001, et le dernier est paru le 4 avril 2003,. En avril 2003, une suite intitulée Tokyo Mew Mew à la Mode est parue dans Nakayoshi jusqu'en février 2004 ; elle est écrite par Mia Ikumi, et publiée en deux volumes,.
Une autre séquelle en deux parties, nommée Tokyo Mew Mew 2020 Re-Turn, est prépubliée dans le magazine Nakayoshi à l'occasion de son 65e anniversaire. Le premier chapitre paraît le 28 décembre 2019 et le second le 3 février 2020. L'unique volume est sorti en septembre 2020. Un spin-off du nom de Tokyo Mew Mew au Lait (Olé) est écrit et illustré par Madoka Seizuki et prépublié dans le magazine Nakayoshi depuis le 30 novembre 2019.
La version française de Tokyo Mew Mew et Tokyo Mew Mew à la Mode est publiée par Pika Édition, tandis que la version française de Re-Turn est publiée par nobi nobi !. La série sort aussi chez Tokyopop en Amérique du Nord. Le premier volume est adapté puis paru le 8 avril 2003, mensuellement jusqu'au septième et dernier volume paru le 11 mai 2004,. Contrairement à la version japonaise, chaque chapitre Tokyopop est nommé,. La série principale est achetée pour une adaptation en anglais par Chuang Yi. Carlsen Comics rachète la série et l'adapte en allemand, en danois et en suédois. La série est rachetée pour une adaptation en polonais par Japonica Polonica Fantastica, et en finnois par Sangatsu Manga,,. Tokyo Mew Mew est l'un des premiers mangas adaptés en espagnol en Amérique du Sud par Public Square Books.
En 2022, nobi nobi ! réédite les mangas  Tokyo Mew Mew et Tokyo Mew Mew à la Mode, respectivement en quatre et un volumes.
| no | Japonais        | Japonais      | Français          | Français      |
| no | Date de sortie  | ISBN          | Date de sortie    | ISBN          |
| -- | --------------- | ------------- | ----------------- | ------------- |
| 1  | 6 février 2001  | 4-06-178955-4 | 13 septembre 2005 | 2-84599-271-8 |
| 2  | 6 juillet 2001  | 4-06-178965-1 | 17 novembre 2005  | 2-84599-517-2 |
| 3  | 5 janvier 2002  | 4-06-178981-3 | 18 janvier 2006   | 2-84599-553-9 |
| 4  | 5 avril 2002    | 4-06-178987-2 | 15 mars 2006      | 2-84599-573-3 |
| 5  | 5 août 2002     | 4-06-178995-3 | 17 mai 2006       | 2-84599-605-5 |
| 6  | 6 décembre 2002 | 4-06-364006-X | 23 août 2006      | 2-84599-629-2 |
| 7  | 4 avril 2003    | 4-06-364017-5 | 18 octobre 2006   | 2-84599-652-7 |

| no | Japonais        | Japonais      | Français       | Français          |
| no | Date de sortie  | ISBN          | Date de sortie | ISBN              |
| -- | --------------- | ------------- | -------------- | ----------------- |
| 1  | 6 novembre 2003 | 4-06-364034-5 | 3 juin 2009    | 978-2-8116-0072-3 |
| 2  | 6 avril 2004    | 4-06-364046-9 | 19 août 2009   | 978-2-8116-0102-7 |

## Anime

### Tokyo Mew Mew

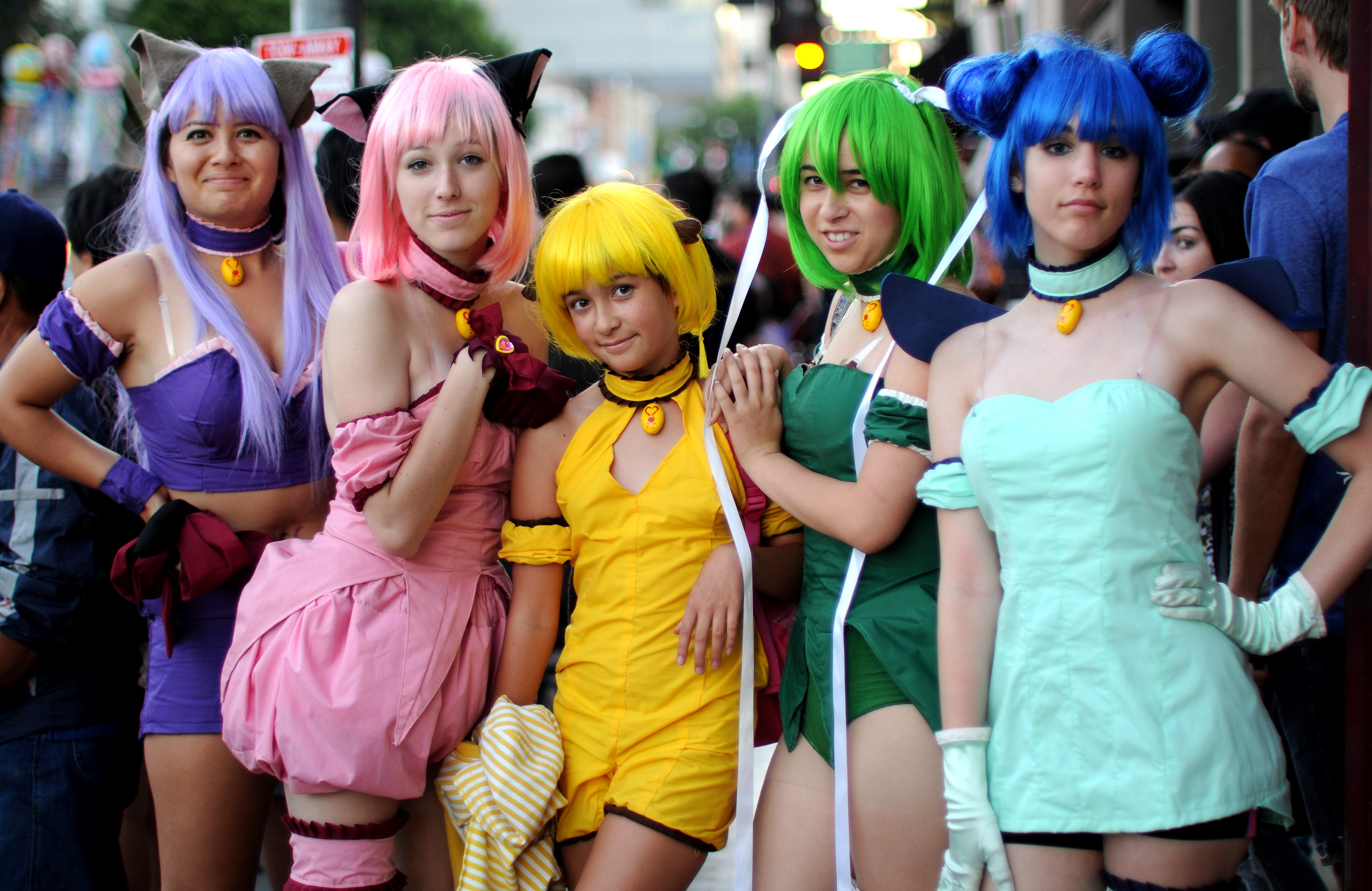
Cosplay des cinq principales protagonistes de la série.

Le manga Tokyo Mew Mew est adapté en série télévisée d'animation par le studio Pierrot. Les cinquante-deux épisodes sont diffusés entre le 6 avril 2002 et le 26 mars 2003,. La majeure partie des musiques est produite par Shin Yoshimura et composé par Takayuki Negishi. Deux génériques sont également créés pour l'animé à savoir l'opening My Sweet Heart, chanté par Rika Komatsu et l'ending Koi wa A La Mode chanté par les cinq comédiennes doublant les Mew Mews.
Au Japon, les DVD sont commercialisés en Zone 2. Le neuvième volume contient quelques bonus et suppléments.
Les droits Tokyo Mew Mew sont achetés par la chaîne 4Kids Entertainment en Amérique du Nord. À son annonce, 4Kids annonce que la série sera renommée Hollywood Mew Mew et explique qu'ils feront de lourdes éditions afin que le public ne puisse pas reconnaître ses origines japonaises. Les éditions de presse de 4Kids sur la série parlent de The Mew Mews et de son titre original Tokyo Mew Mew. Dès sa première diffusion sur Fox Kids le 19 février 2005, la série est diffusée sous le titre Mew Mew Power. Les personnages sont renommés, des scènes sont coupées, le scénario est modifié et les musiques sont toutes remplacées. L'opening américain s'intitule Team Up, chanté par Bree Sharp et l'ending est quant à lui remplacé par une version instrumentale de cet opening.
23 épisodes de Mew Mew Power sont diffusés sur 4Kids Entertainment aux États-Unis du fait que 4Kids ne pouvait obtenir de contrat de merchandising. Les épisodes de 4Kids sont diffusés sur YTV au Canada, et sur Pop Girl au Royaume-Uni ; des épisodes jamais diffusés aux États-Unis le sont sur ces chaînes,.
En France, la version française de l'anime est diffusée sur Teletoon dès le 29 mars 2006, et elle se base en majorité sur la version anglophone créée par 4Kids. La chaîne de télévision Télétoon a souhaité offrir une fin à ses spectateurs. Néanmoins, 4Kids n'ayant obtenu les droits que des 26 premiers épisodes, les épisodes 27 à 52 ont été adaptés à partir de la version originale japonaise et ont été diffusés l'année suivante en 2007.
Des DVD sont sortis en France, les 5 premiers épisodes sont sortis en mars 2006 chez France 3 Media  et les épisodes 27 à 52 sont sortis en avril 2007 chez AK Vidéo .

#### Liste des changements apportés à la version française pour l'animé de 2002
Dans l'adaptation française des épisodes 1 à 26 (adapté à partir du doublage anglais) :
- Les eyecatchs (scènes montrant le titre du programme) ont tous été coupés au montage.
- Les chansons du générique et des scènes de transformations ont été doublées en français. Néanmoins, les autres chansons présentes dans les épisodes ont été en majorité remplacées par des versions instrumentales diverses. Seul, quelques chansons ont été gardées en anglais comme dans l'épisode 26.
- Pour des raisons inconnues les noms anglais de certains personnages ont été changés.

Exemple : Megan devient Charlotte, Renée Roberts devient Estelle Renée Roberts, Corina Bucksworth devient Corina Dujardin de Montéclair.
Dans l'adaptation française des épisodes 27 à 52 (adapté à partir de la version originale japonaise) :
- Les eyecatchs ont été coupés dans tous les épisodes excepté l'épisode 37.
- Les scènes d'introductions et les teasers ont toutes été coupées ainsi qu'une courte scène au début de l'épisode 32.
- Un passage de l'épisode 37 a été raccourci
- Certains courts passages autours des eyecatchs ont été coupés.
- Seul la chanson de l'opening a été doublée en français, toutes les autres chansons Japonaises ont été remplacées par des versions instrumentales diverses. Cela concerne également l'ending qui a été remplacé par une version instrumentale de l'opening.
- Afin de préserver une certaine cohérence entre la 1re et la 2e partie de l'animé, tous les personnages récupèrent le nom qu'ils avaient dans cette première partie. Les nouveaux personnages quant à eux voient leurs noms japonais remplacés par des noms français.

### Tokyo Mew Mew New
Une nouvelle adaptation en série d'animation est annoncée pour commémorer le 20e anniversaire du manga. La série est produite par Yumeta Company et Graphinica, realisée par Takahiro Natori sur un scénario de Yuka Yamada et un chara design de Satoshi Ishino. Elle est diffusée depuis juillet 2022.

### Distribution
| Nom du personnage | Version originale (anime de 2002) | Version française (anime de 2002) | Version originale (anime de 2022) |
| ----------------- | --------------------------------- | --------------------------------- | --------------------------------- |
| Ichigo Momomiya   | Saki Nakajima                     | Sophie Landresse                  | Yūki Tenma                        |
| Minto Aizawa      | Yumi Kakazu                       | Nathalie Hugo                     | Mirai Hinata                      |
| Retasu Midorikawa | Kumi Sakuma                       | Géraldine Frippiat                | Ryōko Jūni                        |
| Pudding Fong      | Hisayo Mochizuki                  | Marie Van Ermengem                | Rian Toda                         |
| Zakuro Fujiwara   | Junko Noda                        | Marielle Ostrowski                | Momoka Ishii                      |
| Masha             | Junko Noda                        | Sophie Landresse                  | Kaori Ishihara                    |
| Masaya Aoyama     | Megumi Ogata                      | Philippe Allard                   | Yuma Uchida                       |
| Ryō Shirogane     | Koichi Tochika                    | Christophe Hespel                 | Yuichi Nakamura                   |
| Keiichiro Akasaka | Hikaru Midorikawa                 | Frederik Haùgness                 | Yusuke Shirai                     |
| Kisshu            | Daisuke Sakaguchi                 | Emmanuel Dekoninck                | Nobuhiko Okamoto                  |
| Taruto            | Kiyomi Asai                       | Sébastien Hébrant                 | Daiki Yamashita                   |
| Pai               | Nobutoshi Kanna                   | Mathieu Moreau                    | Yuichiro Umehara                  |
| Miwa Honjo        | Tomoko Kaneda                     | Nathalie Hugo                     | Aina Suzuki                       |
| Moe Yanagida      | Akiko Nakagawa                    | Esther Aflalo                     | Iori Saeki                        |
| Shintaro Momomiya | Katsuyuki Konishi                 | Mathieu Moreau                    | Satoshi Hino                      |
| Sakura Momomiya   | Takako Honda                      | -                                 | Saki Nakajima                     |

## Autres médias

### Jeux vidéo
Deux jeux vidéo adaptés de la série Tokyo Mew Mew sont lancés en 2002 par Takara. Le premier, Hamepane Tōkyō Myū Myū (はめパネ 東京ミュウミュウ), un jeu vidéo d'aventure-puzzle sur Game Boy Advance, est commercialisé au Japon le 11 janvier 2002.
Le second titre, Tōkyō Mew Mew – Toujou Shin Mew Mew! – Minna Issho ni Gohoushi Suru Nyan (東京ミュウミュウ 登場 新ミュウミュウ! みんないっしょにご奉仕するにゃん), est lancé au Japon le 5 décembre 2002. Il s'agit d'un jeu vidéo de rôle sur console PlayStation dans lequel le joueur contrôle une nouvelle Mew Mew, Ringo Akai (赤井 りんご, Akai Ringo), ainsi que les cinq principales protagonistes. Ringo Akai et Gateau ont été créées par Mia Ikumi, suivant le design de Takara.

### Albums
De nombreux albums adaptés de la série Tokyo Mew Mew sont commercialisés par King Records. Le premier, un CD single, contient les versions intégrales et karaoké de la chanson Koi wa A La Mode, chanté par les cinq comédiennes prêtant leurs voix aux personnages, et une seconde chanson chantée par Saki Nakajima, qui double Ichigo. Le 24 juillet 2002, un coffret CD en version limité est commercialisé, accompagné d'un remix de Koi wa A La Mode.

## Accueil
La série de mangas Tokyo Mew Mew est particulièrement bien accueilli par le public anglophone. En mars et avril 2003, le chiffre des ventes du premier volume est estimé à 1 597 et 1 746 exemplaires respectivement. Il atteint le top 50 des ventes,. En 2004, avec la continuité de la série, Tokyopop en tire partiellement profit de sa popularité. Il atteint la 16e place des Manga Top 50 au premier trimestre 2004 dans le classement ICv2 Retailers Guide to Anime/Manga. Les ventes du sixième et du septième volumes chutent légèrement ; cependant ils atteignent la place des 100 meilleures ventes de livres en mars et mai 2004,. Le premier volume de Tokyo Mew Mew a la Mode débute à la 63e place du top 100 des meilleures ventes de livres en 2005. Dans les classements de Nielsen Bookscan, le volume débute 39e avant de grimper rapidement à la 14e place. Le second volume de à la Mode est accueilli d'une manière similaire, à la 69e place avant de grimper à la 12e, grâce à la diffusion de Mew Mew Power sur 4Kids TV.